# Wild Pilot
Wild Pilot è un videogioco arcade del 1992 sviluppato da Jaleco.